# Jan Rippe
Jan Torbjörn Rippe, född 26 april 1955 i Lyrestads församling, Skaraborgs län, är en svensk revyartist, sångare och komiker. Han är känd som medlem i Galenskaparna och After Shave.

## Biografi
Under sin ungdom var Jan Rippe aktiv tävlingssimmare och deltog i flera DM och SM. Under studierna på Chalmers tekniska högskola var han medlem i Elektroteknologsektionens tidningsförening Elektra. I Göteborg träffade han de övriga medlemmarna i sånggruppen After Shave (gruppen bildades 1979) och deltog i Galenskaparna och After Shaves revy Skruven är lös. Han blev rikskänd genom rollen som Roger i TV-serien Macken och har även gjort den svenska rösten åt vårtsvinet Pumbaa i Disneyfilmen Lejonkungen.
Jan Rippe spelar ofta rollfigurer som är något förvirrade och trögtänkta, personer som gör allt fel och har dåligt självförtroende som följd av detta.
Bland Rippes många roller kan särskilt nämnas spritkännaren Kenneth Aalborg i En himla många program, TV-producenten Viggo Florin i Monopol och Ernst Ivarsson i Stinsen brinner. En av hans återkommande figurer är rollfiguren Goja, den märklige figuren som gärna berättar historier som aldrig har någon poäng, och Jolo med banlonpolon som bland annat setts i revyn Cyklar, Kabaré Kumlin och Falkes Fondue, 70-talsbrodern Rett Falke i Familjen Falke från Jul Jul Jul med flera.
Jan Rippe medverkade som OS-tittarombudsman i SVT:s sändningar från OS i Turin 2006.

## Filmografi
- 1986 – Macken (TV-serie)
- 1986 – The Castle Tour
- 1987 – Leif
- 1989 – En himla många program
- 1989 – Hajen som visste för mycket
- 1990 – Macken – Roy's & Roger's Bilservice

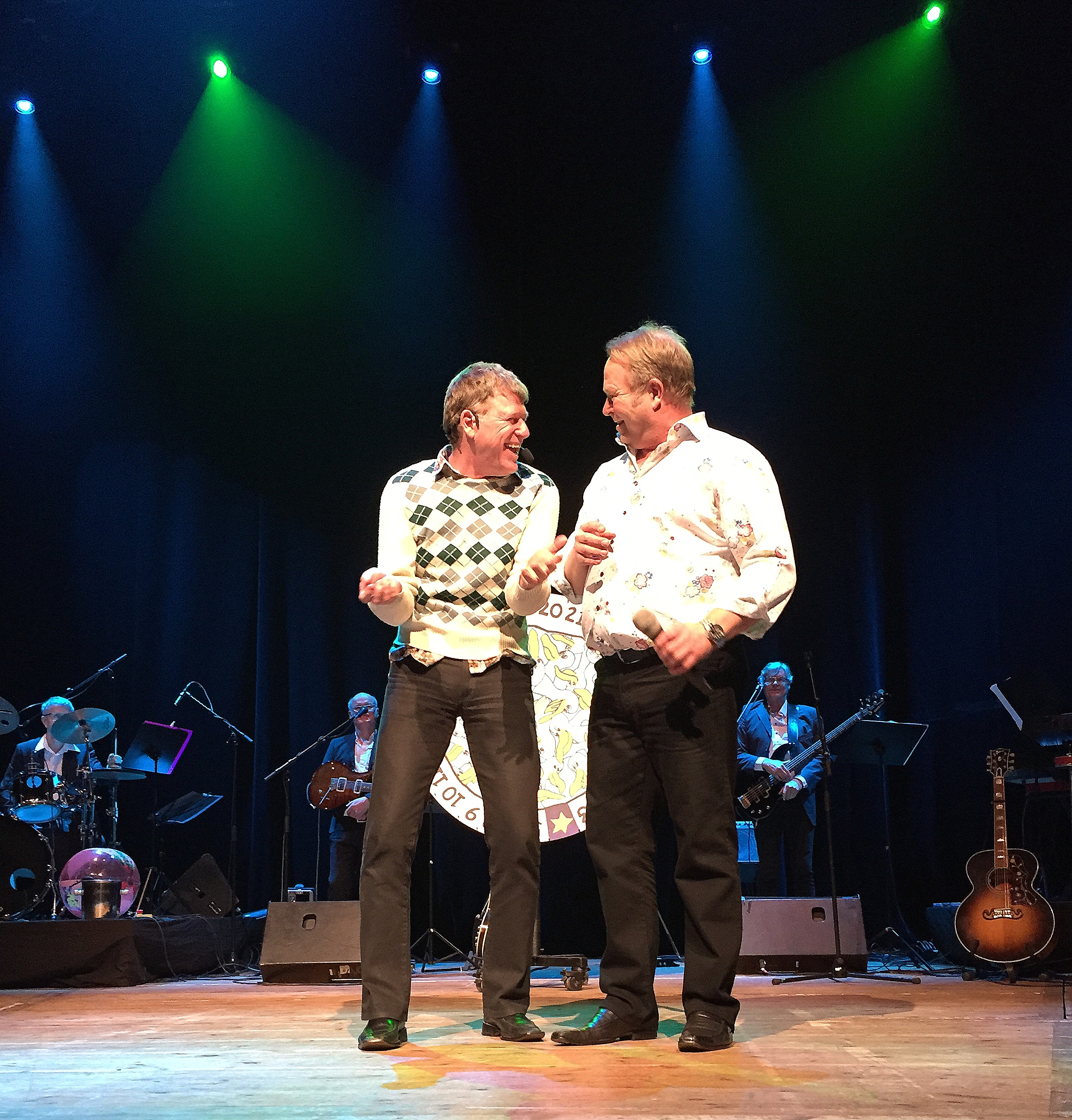
Jan Rippe som karaktären Goja, här tillsammans med Per Fritzell under Det mesta av det bästa på Louis De Geerhallen i Norrköping 13 mars 2015.

- 1991 – Stinsen brinner... filmen alltså
- 1991 – Luigis Paradis
- 1993 – Tornado
- 1994 – Lejonkungen (svensk röst åt figuren Pumbaa)
- 1996 – Monopol
- 1998 – Åke från Åstol
- 2000 – Gladpack
- 2004 – Lejonkungen 3 - Hakuna Matata (svensk röst åt figuren Pumbaa)
- 2005 – En decemberdröm
- 2006 – Den enskilde medborgaren

## Scenföreställningar
- 1982 Skruven är lös
- 1985 Cyklar
- 1987 Stinsen brinner
- 1991 Grisen i säcken
- 1992 Skruven är lös
- 1993 Nått nytt?
- 1994 Resan som blev av
- 1994 Lyckad nedfrysning av herr Moro
- 1997 Alla ska bada
- 2000 Allt Möjligt
- 2000 Jul Jul Jul
- 2001 Den onde, den gode, den fule och Rippe
- 2002 Kasinofeber
- 2004 Falkes fondue
- 2007-2009 Cabaret Cartwright
- 2009-2011 En kväll med "After Shave och Anders Eriksson" (även Best of After Shave och Anders Eriksson).)
- 2010 Gubbröra och Pyttipanna, med After Shave och Anders Eriksson
- 2010–2011 Hagmans Konditori
- 2012-2014 30-årsfesten
- 2015-2016 Spargrisarna kan rädda världen
- 2016-2018 Macken 30 år, TV-serien på scen
- 2021 (Pågående) Gott & Blandat
- 2023 (Pågående) Minnesluckor - 40 år av Galenskap